# Daphnella itonis
Daphnella itonis é uma espécie de gastrópode do gênero Daphnella, pertencente à família Raphitomidae.